# Trận Thái Châu (1233–1234)
Trận Thái Châu (蔡州之战, Thái Châu chi chiến) là cuộc tấn công của liên quân Mông Cổ – Nam Tống nhằm vào Thái Châu , cứ điểm cuối cùng của nhà Kim, diễn ra từ tháng 10 ÂL năm 1233 (Năm Thiệu Định thứ 6 nhà Nam Tống, Năm Thiên Hưng thứ 2 nhà Kim, năm thứ 5 thời Oa Khoát Đài của Mông Cổ) đến tháng giêng ÂL năm 1234 (Năm Đoan Bình đầu tiên nhà Nam Tống, Năm Thiên Hưng thứ 3 nhà Kim, năm thứ 6 thời Oa Khoát Đài của Mông Cổ).                                                                                              

## Bối cảnh
Quân Kim liên tục thua chạy dưới sức tấn công của quân Mông Cổ, Kim Ai Tông cho rằng Đông Kinh  bị tàn phá nên khó lòng phòng thủ, quyết định dời đến Thái Châu, tập hợp hơn vạn tinh binh, hơn ngàn thớt ngựa, ý đồ cố thủ để cứu vãn cục diện thất bại. Người Mông Cổ từ sớm đã đề nghị liên minh với nhà Tống cùng đánh Kim.
Tháng 8 ÂL, tướng Mông Cổ là Tháp Tề Nhi  sai Vương Tiếp đến Tương Dương ước hẹn với tướng Tống là Mạnh Củng cùng đánh Thái Châu.
Ngày Canh tuất (9) tháng 9 ÂL (13/10/1233), mấy trăm quân Mông Cổ đánh thành, bị quân Kim đánh bại. Trong hôm ấy, Tháp Tề Nhi đêm mấy trăm kỵ binh lập trại ở phía đông thành, lại bị quân Kim đẩy lui. Từ đây quân Mông Cổ không tấn công, mà chia ra đắp lũy vây khốn. Trong tháng này, Kim Ai Tông sai Hoàn Nhan A Cổ Lại mượn lương thực và đề nghị liên minh với Tống chống lại quân Mông Cổ, nhưng Tống Lý Tông kiên quyết cự tuyệt.

## Diễn biến

### Liên quân xiết chặt vòng vây
Mùa đông, tháng 10 ÂL, Mạnh Củng, Giang Hải soái 2 vạn quân Tống, chở 30 vạn thạch gạo đến hội sư. Tháp Tề Nhi cả mừng, tăng cường chuẩn bị công cụ, tiếng chẻ gỗ vọng vào thành, người trong thành khiếp sợ, bàn nhau ra hàng. Thượng thư hữu thừa Hoàn Nhan Trọng Đức cả ngày không về doanh trại, đứng ngoài trời ra sức khuyên nhủ quân dân, khiến cho lòng người phấn chấn trở lại, quyết tâm giữ thành.
Ngày Tân tỵ (11) tháng ấy (13/11/1233), trong thành đẩy ra những người già yếu, trẻ nhỏ và bệnh nặng; những người này đem tình hình nói cả với liên quân, Kim Ai Tông bèn cấm làm như vậy nữa!
Tháng 11 ÂL, thành Thái Châu bị vây rất ngặt, trong thành thiếu hụt dân đinh, phải dùng cả những phụ nữ khỏe mạnh vận chuyển gỗ đá, Kim Ai Tông đích thân phủ dụ bọn họ. Quân Kim từ cửa đông ra đánh, Mạnh Củng chặn đường lui của họ, thu hàng tất cả, dò hỏi được tình hình đói kém trong thành. Củng đề nghị giữ chắc vòng vây, đề phòng quân Kim quẫn bách xông ra; hẹn với Tháp Tề Nhi chia 2 mặt nam – bắc đánh thành, không xâm phạm lẫn nhau. Tháp Tề Nhi sai Trương Nhu đưa 5000 quân trèo lên thành, Nhu bị tên bắn trúng chi chít như lông nhím, Củng sai bộ tướng đưa quân giúp cứu Nhu ra.

### Quân Tống chiếm Sài Đàm Lâu
Tháng 12 ÂL, Mạnh Củng áp sát Sài Đàm (đầm), dựng rào trên đầm, mệnh cho chư tướng đánh Sài Đàm Lâu (lầu). Quân Kim đến giành, quân Tống dắt nhau như xâu cá trèo lên, chiếm được thành. Người Kim vốn cậy Sài Đàm vững chắc, bên ngoài là sông Nhữ; Sài Đàm dâng cao sông Nhữ 5, 6 trượng, bên trên có thành mà họ gọi là lầu, đặt Phục nỗ . Tương truyền dưới đầm có rồng, không ai dám đến gần. Củng thấy tướng sĩ nghi sợ, bèn gọi họ đến uống rượu, nói rằng: "Sài Đàm Lâu không phải do trời đất tạo ra, phục nỗ có thể bắn xa mà không thể bắn gần. Bọn chúng cậy vào con đầm này, tháo nước cho cạn, thì có chỗ đặt chân!" Quân Tống phá đê, nước trong đầm chảy hết ra sông Nhữ. Củng mệnh cho quân Tống dùng củi và cỏ lau lấp bùn, người Mông Cổ cũng tháo nước ra sông Luyện, cả hai đội quân đều vượt đầm thành công.

### Liên quân chiếm thành ngoài
Ngày Kỷ mão (ngày 10 ÂL tức 10/01/1234), liên quân đánh thành ngoài, phá được, áp sát cổng đất. Người Kim ép già trẻ làm việc nấu dầu, gọi là pháo dầu người, mọi người không kham nổi khổ sở, Củng sai đạo sĩ thuyết phục họ dừng lại. Kim soái Phú Châu Lý Trung Lạc Sách soái 500 tinh binh, trong đêm ra cửa tây, mỗi người đều đem theo củi tẩm dầu, muốn thiêu trại và pháo cụ của liên quân. Quân Mông Cổ phát hiện đầu tiên, vừa kịp náu mình, vừa kịp kéo hơn trăm cây nỏ cứng. Lửa cháy thì tên cũng bắn, quân Kim tử thương rất nhiều, chỉ có Lạc Sách chạy thoát. Liên quân hợp công hạ được thành tây, nhân đó trèo vào. Từ trước Hoàn Nhan Trọng Đức đã cho lập trại đào hào để phòng bị, khiến liên quân không thể vào tiếp, bèn dựng rào ở trên thành để giữ. Trọng Đức điều 300 tinh binh, đêm ngày chống cự. Kim Ai Tông muốn xông ra từ thành đông, bị rào cản lại, giao chiến với liên quân một chập mới chạy thoát trở về, giết ngựa để khao tướng sĩ, thừa nhận không có cách gì để đột vây!

### Chung cục
Tháng giêng ÂL năm sau, liên quân bày trò ca hát, ăn uống, âm thanh vọng vào thành. Người trong thành đói lả, than thở không thôi, những kẻ ra hàng cho biết đã 3 tháng không có lương thực. Mạnh Củng lệnh cho binh sĩ lặng lẽ chở Vân thê đặt dưới thành.
Ngày Mậu thân (ngày 9 ÂL tức 08/02/1234), quân Mông Cổ phá thành tây làm ra 5 cửa tiến vào, tấn công gay gắt, đến chiều mới lui, còn lớn tiếng nói ngày mai đánh tiếp. Đêm ấy, Kim Ai Tông triệu tập trăm quan, truyền ngôi cho Đông diện nguyên soái Hoàn Nhan Thừa Lân. Sang hôm sau Thừa Lân lên ngôi, là Kim Mạt đế.
Hôm ấy cánh quân của Mạnh Củng chạy vào cửa nam, đến Kim Tự Lâu, bày Vân thê, lệnh cho chư tướng nghe trống tiến lên. Mã Nghĩa lên trước, Triệu Vinh kế tiếp, cả vạn người xông vào, đại chiến trên thành. Tướng Kim là Ô Khố Lý Hạo cùng 200 bộ tướng đều xin hàng. Bấy giờ lễ lên ngôi vừa xong, Kim Mạt đế đưa quân ra chống cự, thì mặt nam đã dựng cờ Tống, ít lâu sau 4 mặt đều có tiếng trống, quân giữ mặt nam đều bỏ trốn. Mạnh Củng gọi Giang Hải và Tháp Tề Nhi đưa quân vào thành, Hoàn Nhan Trọng Đức đưa hơn ngàn người ra sức chiến đấu trong các ngõ hẻm, nhưng không ngăn nổi. Kim Ai Tông tự thắt cổ ở U Lan Hiên, nghe tin, Trọng Đức đâm đầu xuống nước tự sát. Các tướng Kim là Phú Châu Lý Trung Lạc Sách, Ô Lăng A Hô Đồ, Nguyên Chí, Dụ San Nhi, Hách Xá Lý Bách Thọ, Ô Khố Lý Hòa Lặc Đoan cùng hơn 500 quân đều tự sát theo ông.
Kim Mạt đế lui về giữ tử thành, nghe tin Ai Tông mất, bèn soái quần thần vào khóc. Lễ cử ai chưa xong thì thành bị phá, liên quân xông vào, Mạt đế chết trong đám loạn quân. Quần thần Kim đốt thây của Ai Tông, còn chưa tắt khói, không kịp đem di cốt đi. Mạnh Củng cùng Tháp Tề Nhi chia nhau thi thể của Kim Ai Tông và tài sản trong thành.

## Đánh giá
Trận này quân Kim phạm sai lầm cố thủ trong một tòa thành trơ trọi, sĩ khí xuống thấp, lòng người rời rã, lại thêm lương thảo cạn kiệt. Liên quân Mông Cổ – Nam Tống tuy gặp phải thành trì kiên cố, nhưng tấn công có phương pháp: ban đầu thận trọng xiết chặt vòng vây, sau đó phá vỡ từng lớp phòng ngự của địch, giành được thắng lợi cuối cùng.